# Lithocarpus mairei
Lithocarpus mairei là một loài thực vật có hoa trong họ Cử. Loài này được (Schottky) Rehder mô tả khoa học đầu tiên năm 1919.